# 道の駅せせらぎの里こうら
道の駅せせらぎの里こうら（みちのえき せせらぎのさとこうら）は、滋賀県犬上郡甲良町大字金屋にある国道307号の道の駅である。

## 施設
交流館（直売所）は甲良町営林のスギやヒノキが使われている。敷地面積は約1万4000平方メートル（滋賀県の県有地が4000平方メートル、甲良町の町有地が1万平方メートル）。
- 駐車場
  - 普通車：59台[5][6]
  - 大型車：20台[5]
  - 身障者用：3台[5]
- トイレ[1]
  - 男性：6器
  - 女性：6器
  - 身障者用：1器
- 直売所（9:00 - 18:00、1月のみ9:00 - 17:00）[5]
  - コロナ禍に伴い、営業時間を9:00 - 17:00に短縮している（2023年時点）。
- 幸楽食堂（レストラン、8:00 - 16:00）[5]
- Crepes（クレープ・ソフトクリーム、10:00 - 17:00）[5]
- PIZZERIA UNO（石窯ピザ、10:30 - 17:00）[5]
- 甲良町観光案内所（10:00 - 16:00）
- ドッグラン[5]
- 多目的広場

### 管理団体
- 設置者：甲良町
- 指定管理者：パシフィックコンサルタンツ・シンセニアン 共同企業体[7]
  - 2015年度（平成27年度）より指定管理者制度を導入[8]。当初は上記の2社のほかにTSP太陽株式会社も指定管理者として参画していたが[8]、現在同社は管理者から離脱している。

### 防災道の駅
2021年（令和3年）6月11日、防災と災害支援拠点としての防災道の駅に滋賀県内で唯一選定された（選定時点）。これにともない、2021年度（令和3年度）から3年を目途に防災拠点として機能を拡充させる予定。また、ヘリポートや防災倉庫などを新設する必要があり、今後の整備の詳細を詰める方針となっている。

## 休館日
- 毎月第2月曜日（祝日の場合は翌日、8月・11月は営業）[5]
- 年末年始[5]

## アクセス
- 国道307号 - 登録路線[1]

自動車
- E1 名神高速道路 湖東三山スマートICより約8分。
- E1 名神高速道路 彦根ICより約17分。
- 近江鉄道本線 尼子駅より約8分。
- 西日本旅客鉄道（JR西日本）東海道本線（琵琶湖線） 河瀬駅より約15分。

## 周辺
- 西明寺（湖東三山）[1]